# カール・ハプスブルク＝ロートリンゲン
カール・ハプスブルク＝ロートリンゲン（ドイツ語：Karl Habsburg-Lothringen, 1961年1月11日 - ）は、ハプスブルク＝ロートリンゲン家の現当主。オーストリア＝ハンガリー帝国の皇太子だったオットー・フォン・ハプスブルクと、ザクセン＝マイニンゲン公女レギーナの長男。最後のオーストリア皇帝・福者カール1世と皇后ツィタの孫。
「カール・フォン・ハプスブルク（Karl von Habsburg）」を称しており、ヨーロッパ諸国の王侯貴族やローマ教皇、王党派からは今なお「オーストリア大公」や「殿下」などの伝統的称号・敬称で呼ばれる。また本人は表立って主張していないものの、オーストリア、ハンガリー、ボヘミア、クロアチア等の帝位・王位請求者とされる。
父オットーと同じく汎ヨーロッパ主義者として知られ、1996年から1999年まで欧州議会議員を務め（オーストリア国民党所属）、現在は国際汎ヨーロッパ連合オーストリア支部長。その他、代表なき国家民族機構事務局長、ブルーシールド国際委員会代表などを歴任する。
事業家でもあり、オランダ、ウクライナ、ブルガリア、オーストリアのメディア事業を手掛けている。

## 略歴

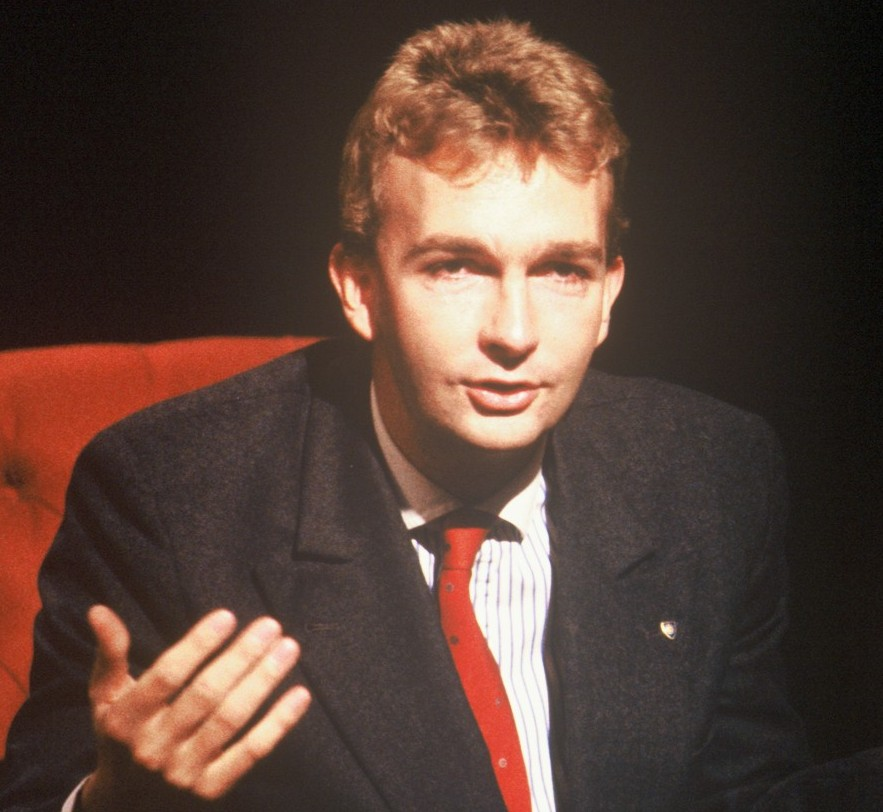
英国のTV番組「アフター・ダーク」に出演したカール（1989年10月21日）

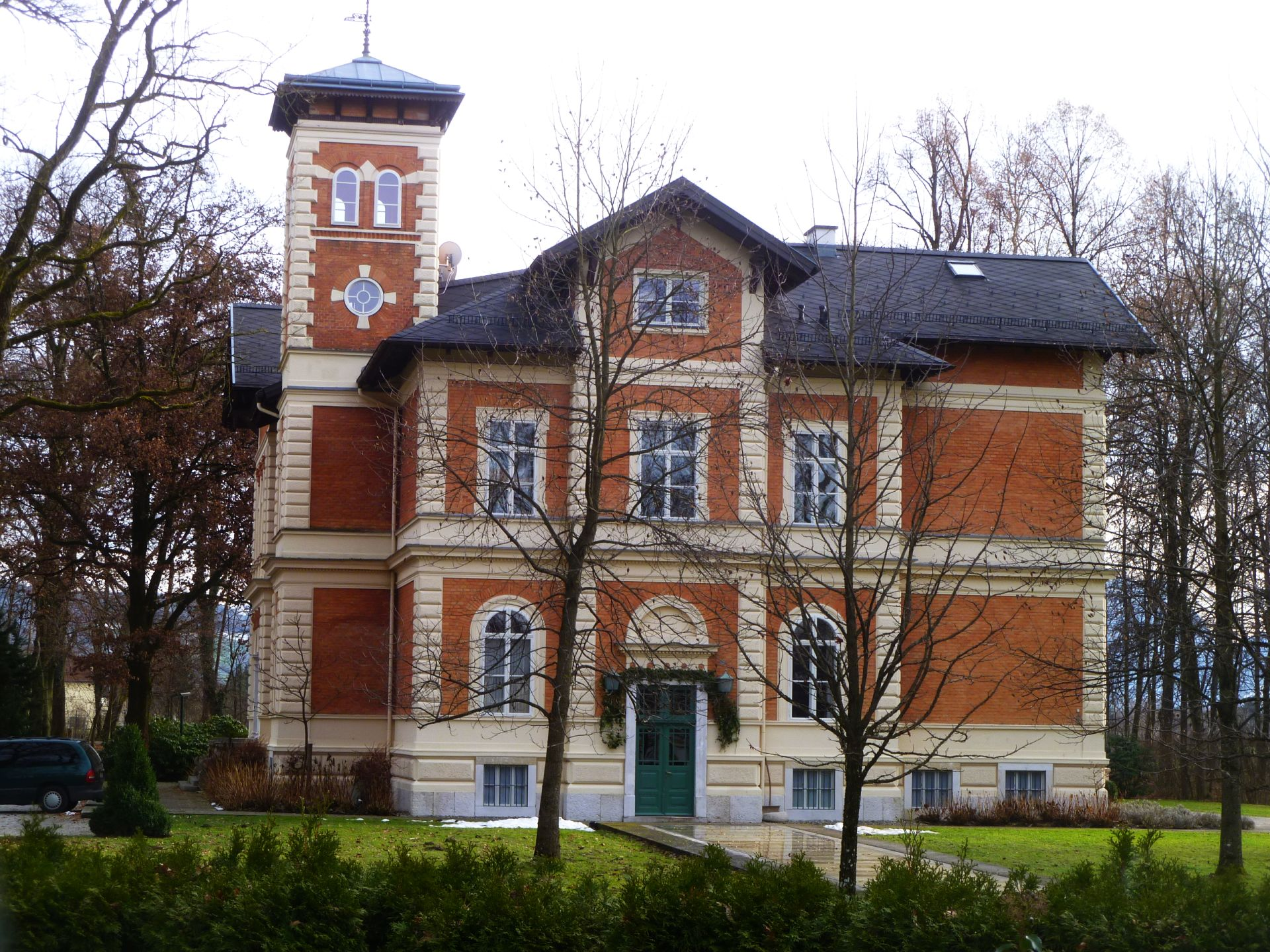
ザルツブルク・アニフにある、カールが妻子と住んでいた邸宅「ヴィラ・スウォボダ」。ここ数年は誰も住んでおらず、2018年8月現在、2200万ユーロで売り出されている。

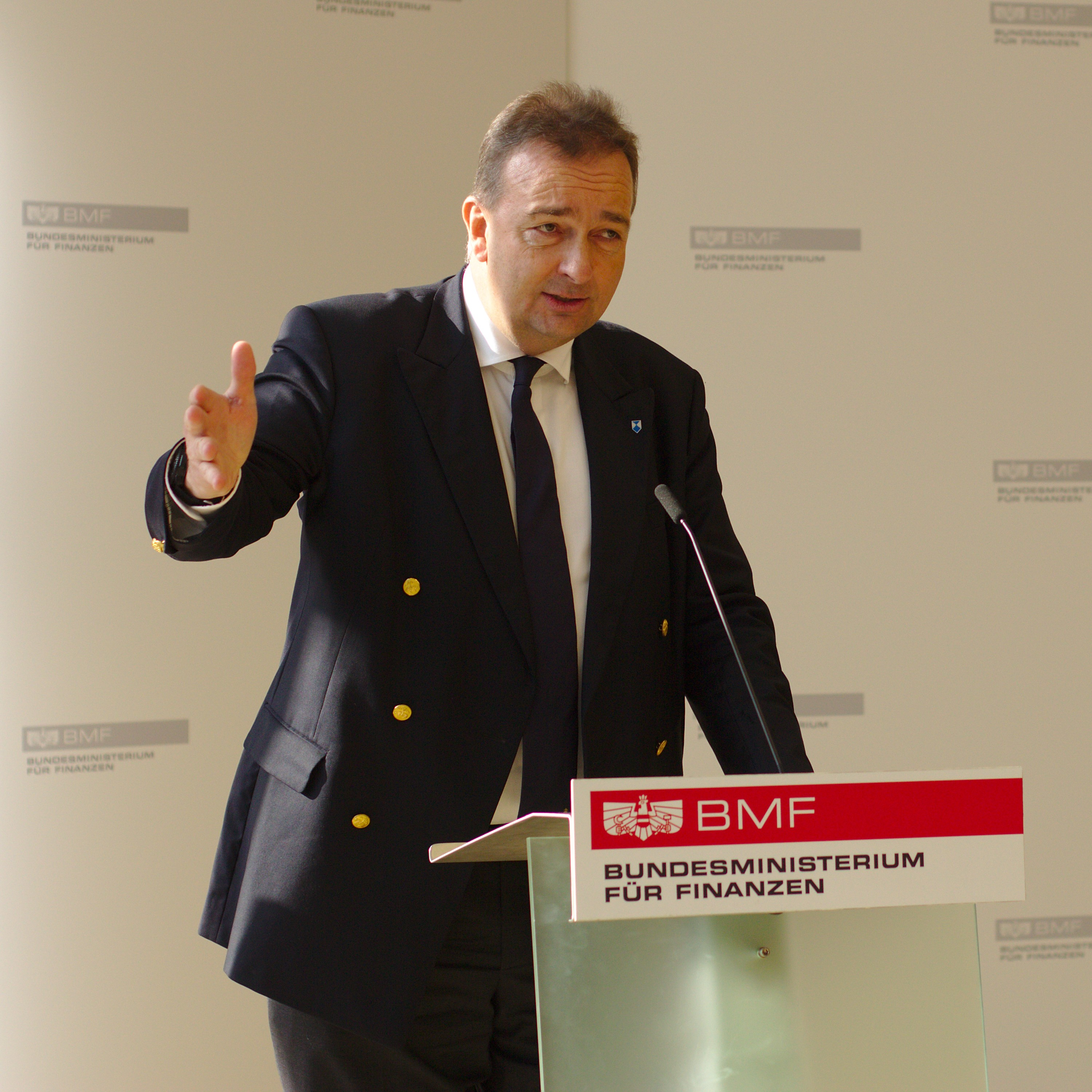
ブルーシールド国際委員会にて活動中のカール（2017年3月）

1961年1月11日、約43年前に崩壊したオーストリア＝ハンガリー帝国において皇太子の身位にあったオットー・フォン・ハプスブルクの長男として、西ドイツ・バイエルン州のシュタルンベルクにて誕生した。洗礼の際、父オットーは受洗者名簿に「オーストリア大公カール（Erzherzog Karl von Österreich）」と記載した。
カールの生誕当時、オーストリア共和国は王朝との絶縁を宣言しなければハプスブルク家の入国を認めない姿勢をとっており、カールが誕生した直後の1961年7月、父オットーはオーストリア入国のために、ハプスブルク王朝と絶縁することと、あらゆる支配権の要求を放棄することを宣誓した。カールはこの際にハプスブルク家の領地に対する個人的請求権を移譲され、1歳に満たない年齢でハプスブルク家の形式的な家長となった。
ミシガン州立大学で法学と哲学を学んだのち、徴兵されてオーストリア空軍に所属した。
1981年、ザルツブルクに居を構える。1990年代後半から、ヘルブルン宮殿にほど近く、かつてルドルフ皇太子とシュテファニー皇太子妃も新婚旅行の際に宿泊した「ヴィラ・スウォボダ」に住むようになった。
1986年、国際汎ヨーロッパ連合オーストリア支部の代表となった。
1989年3月14日、元オーストリア皇后で祖母のツィタ・フォン・ブルボン＝パルマが96歳で崩御した。同年10月、英国のTV番組「アフター・ダーク」に出演した。
1993年1月31日、ティッセン＝ボルネミッサ男爵家のフランツェスカと、マリアツェルの教会で結婚式を挙げた。花嫁の父ハンス・ハインリヒ・ティッセン＝ボルネミッサは、世界で最も裕福な者として名が挙がる人物ではあったが、新興の男爵であり、ハプスブルク家の伝統に従えば貴賤結婚に相当するものだった。このため、結婚式の翌日の新聞は、一斉に「ハプスブルク王朝の終わりの終わり」と報じた。新聞報道によれば、参列したハプスブルク一族の中には、宗家の「貴賤結婚」に不満を漏らす者もいたという。フランツェスカとは2017年に離婚した。
1996年10月、オーストリアの欧州連合加盟後初となる欧州議会議員選挙に、オーストリア国民党から出馬し、当選した。当時は父オットーもドイツ選出の欧州議会議員であった。
| 「 | 私の家系は代々政治のプロだった。政治家になることに何の違和感もない。 | 」 |

しかし、カールが理事を務めていたワールド・ビジョン・オーストリアの寄付金スキャンダルに巻き込まれ、1999年に欧州議会議員としての活動を断念した。皇帝の孫の不祥事は、オーストリアのマスコミを大いに賑わせた。カールへの非難は、息子は不当に攻撃されていると父オットーが述べたことで悪化した。
2000年11月30日、オットーから金羊毛騎士団長の座を譲られた。
2002年1月19日から同年12月31日まで、代表なき国家民族機構の事務局長を務めた。
2007年、オットーからハプスブルク家の家督を正式に譲られた。
2008年、ブルーシールド国際委員会の初代代表に就任した。
2011年7月4日、オットーが98歳で死去した。ローマ教皇ベネディクト16世が発した弔意の宛先は、「Seiner Kaiserlichen Hoheit Erzherzog Karl von Österreich（オーストリア大公カール殿下）」だった。
2014年4月、欧州連合加盟を支援するためにセルビアを訪れ、ニコリッチ大統領やダチッチ首相、王太子アレクサンダル2世などと会見した。
2015年7月4日、トンガ国王トゥポウ6世の戴冠式に、弟ゲオルクらとともに参列した。
2016年11月5日、ハプスブルク一門およそ300人を引き連れてバチカン宮殿を訪れ、ローマ教皇フランシスコに謁見した。
2017年12月16日、弟ゲオルクや各国の王侯貴族とともに、元ルーマニア国王ミハイ1世の国民葬に参列した。
2019年2月2日、弟ゲオルクや各国の王侯貴族とともに、オルレアン家当主パリ伯アンリの葬儀に参列した。
2020年、新型コロナウイルスに感染した。
2022年の春、ポルトガルでイギリス系ポルトガル人のクリスチャン・リードと再婚した。

## 人物・思想

### 君主制・貴族制
カールは「皇帝とはなりたくてなるものではない」として、もしハプスブルク君主国が存続していたなら得られなかったであろう自由を今日享受できていることに対する喜びを表明している。一方で、帝位・王位請求者としての直接的な言及は避けているものの、「君主制は時代遅れではない」との考えも持っており、将来的にはオーストリアなどにおける政体の変化もありうるという見解をしばしば述べている。
2013年にスロバキアのメディアからのインタビューに応じた際には、「100年前、この地域（＝ドナウ川流域諸国）は一人の君主で結ばれていて、誰も数年でバラバラになるとは思っていなかった。だから、未来がどうなるかは分からない」と答えている。
なお、2019年現在、オーストリアのシュヴァルツ＝ゲルベ・アリアンツやチェコのコルナ・チェスカなど、中央ヨーロッパに立憲君主制を再導入しようとする王党派も少数ながら活動している。帝国崩壊からちょうど100年にあたる2018年11月11日、「ここ数年間のいくつかの世論調査によると、オーストリア国民のうち最大で20％が君主制への復帰に賛成するだろう」とEFEが報じた。帝位継承者たるべきカール当人が帝位を望んでいないことは、君主主義者たちのジレンマになっている。
自身が玉座に即くことを意味する帝政復古には消極的である一方で、貴族文化の保護には精力的である。2019年現在、オーストリアでは「フォン」の名乗りに至るまで、貴族称号が公的には一切認められていない。しかし父のオットーが「オットー・フォン・ハプスブルク」として知られていたので、同様に「カール・フォン・ハプスブルク」を称している。カールは、ドイツやスイスのようにオーストリアでも貴族姓が認められるべきだと考えている。2015年には、称号「オーストリア大公」の復活を望んだと伝えられる。カールは貴族階級を「歴史から明確に学習した巨大な利益集団」と表現し、世襲貴族と実力主義の共存を願うと語っている。

### ハプスブルク法
第一次世界大戦後に制定されたハプスブルク法によって、一族の数多くの私有財産が不当に没収されたとカールは考えており、没収された旧帝室財産からなる「戦災未亡人と孤児救済のための基金」が1928年に解散した時点で、ハプスブルク家への財産返還があるべきだったとしている。2018年10月、父オットーや祖母ツィタらの第二次世界大戦期における活動にもかかわらずハプスブルク法が戦後に復活したことは、（一族にとって）侮辱的だと述べた。

### 欧州連合（EU）
カールは、父オットーと同じく明確な汎ヨーロッパ主義者として知られる。2014年4月、訪問先のセルビアで「第一次世界大戦の開戦責任をセルビアに負わせることはできません。特定の国や個人の責任ではなく、サラエボ事件が起こらなくても、ヨーロッパのどこか別の場所で事件が起こり世界大戦となったでしょう」と持論を述べ、またセルビア抜きでは欧州連合は未完成だと語っている。
民族主義に警鐘を鳴らしているが、欧州懐疑主義の高まりを受けて、官僚主義的な今のEUには改革の必要性があると考えている。また2015年欧州難民危機以降にイスラム教徒がヨーロッパに殺到していることを受けて、移民・難民の受け入れ人数を制限するなどしてキリスト教的価値観に基づくヨーロッパを護持すべきだと唱えている。

## 家族

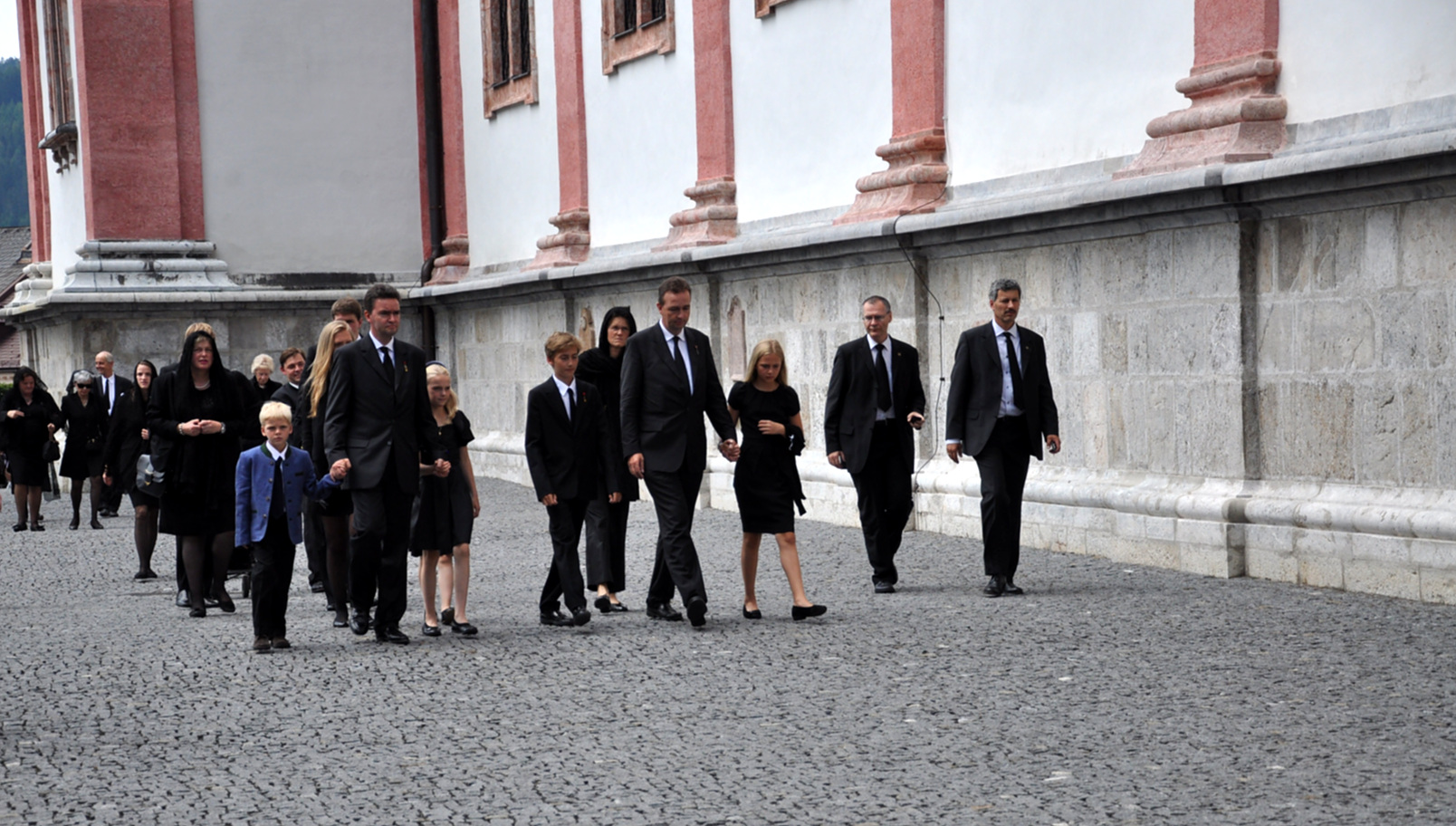
父オットーの葬儀の際のカールの家族、弟ゲオルクの家族（2011年撮影）

妻フランツェスカ・ティッセン＝ボルネミッサとの間に1男2女をもうけているが、結婚生活が破綻したため双方合意の上で2003年から別居生活を送り、2017年に離婚した。
- エレオノーレ（1994年 - ）
- フェルディナント（1997年 - ）
- グロリア（1999年 - ）

フランツェスカとの結婚は、かつてのハプスブルク一族の家法に従えば貴賤結婚に相当するものだった。しかし、父オットーが一族の中で同意を得て1980年代に基準を緩和していたことから、妻子の権利が制限されることはない。そのため、長男フェルディナント・ズヴォニミルがハプスブルク＝ロートリンゲン家の推定相続人である。
2022年にポルトガルでイギリス系ポルトガル人のクリスチャン・リードと再婚した。

## 系図
| フランツ1世         |                     |                     |                     |                     |                     |                       |                       |                       |                       |                       |                       |                                 |                                 |                                 |                                 |                                 |                                 |                            |                            |                            |                            |                            |                            |           |           |           |           |           |           |  |  |  |  |  |  |  |  |  |  |  |  |  |  |  |  |
|                     |                     |                     |                     |                     |                     |                       |                       |                       |                       |                       |                       |                                 |                                 |                                 |                                 |                                 |                                 |                            |                            |                            |                            |                            |                            |           |           |           |           |           |           |  |  |  |  |  |  |  |  |  |  |  |  |  |  |  |  |
|                     |                     |                     |                     |                     |                     |                       |                       |                       |                       |                       |                       |                                 |                                 |                                 |                                 |                                 |                                 |                            |                            |                            |                            |                            |                            |           |           |           |           |           |           |  |  |  |  |  |  |  |  |  |  |  |  |  |  |  |  |
| フェルディナント1世 | フェルディナント1世 | フェルディナント1世 | フェルディナント1世 | フェルディナント1世 | フェルディナント1世 | フランツ・カール      | フランツ・カール      | フランツ・カール      | フランツ・カール      | フランツ・カール      | フランツ・カール      |                                 |                                 |                                 |                                 |                                 |                                 |                            |                            |                            |                            |                            |                            |           |           |           |           |           |           |  |  |  |  |  |  |  |  |  |  |  |  |  |  |  |  |
| フェルディナント1世 | フェルディナント1世 | フェルディナント1世 | フェルディナント1世 | フェルディナント1世 | フェルディナント1世 | フランツ・カール      | フランツ・カール      | フランツ・カール      | フランツ・カール      | フランツ・カール      | フランツ・カール      |                                 |                                 |                                 |                                 |                                 |                                 |                            |                            |                            |                            |                            |                            |           |           |           |           |           |           |  |  |  |  |  |  |  |  |  |  |  |  |  |  |  |  |
|                     |                     |                     |                     |                     |                     |                       |                       |                       |                       |                       |                       |                                 |                                 |                                 |                                 |                                 |                                 |                            |                            |                            |                            |                            |                            |           |           |           |           |           |           |  |  |  |  |  |  |  |  |  |  |  |  |  |  |  |  |
|                     |                     |                     |                     |                     |                     | フランツ・ヨーゼフ1世 | フランツ・ヨーゼフ1世 | フランツ・ヨーゼフ1世 | フランツ・ヨーゼフ1世 | フランツ・ヨーゼフ1世 | フランツ・ヨーゼフ1世 | （メキシコ皇帝） マクシミリアン | （メキシコ皇帝） マクシミリアン | （メキシコ皇帝） マクシミリアン | （メキシコ皇帝） マクシミリアン | （メキシコ皇帝） マクシミリアン | （メキシコ皇帝） マクシミリアン | カール・ルートヴィヒ       | カール・ルートヴィヒ       | カール・ルートヴィヒ       | カール・ルートヴィヒ       | カール・ルートヴィヒ       | カール・ルートヴィヒ       |           |           |           |           |           |           |  |  |  |  |  |  |  |  |  |  |  |  |  |  |  |  |
|                     |                     |                     |                     |                     |                     | フランツ・ヨーゼフ1世 | フランツ・ヨーゼフ1世 | フランツ・ヨーゼフ1世 | フランツ・ヨーゼフ1世 | フランツ・ヨーゼフ1世 | フランツ・ヨーゼフ1世 | （メキシコ皇帝） マクシミリアン | （メキシコ皇帝） マクシミリアン | （メキシコ皇帝） マクシミリアン | （メキシコ皇帝） マクシミリアン | （メキシコ皇帝） マクシミリアン | （メキシコ皇帝） マクシミリアン | カール・ルートヴィヒ       | カール・ルートヴィヒ       | カール・ルートヴィヒ       | カール・ルートヴィヒ       | カール・ルートヴィヒ       | カール・ルートヴィヒ       |           |           |           |           |           |           |  |  |  |  |  |  |  |  |  |  |  |  |  |  |  |  |
|                     |                     |                     |                     |                     |                     |                       |                       |                       |                       |                       |                       |                                 |                                 |                                 |                                 |                                 |                                 |                            |                            |                            |                            |                            |                            |           |           |           |           |           |           |  |  |  |  |  |  |  |  |  |  |  |  |  |  |  |  |
|                     |                     |                     |                     |                     |                     | ルドルフ              | ルドルフ              | ルドルフ              | ルドルフ              | ルドルフ              | ルドルフ              |                                 |                                 |                                 |                                 |                                 |                                 | フランツ・フェルディナント | フランツ・フェルディナント | フランツ・フェルディナント | フランツ・フェルディナント | フランツ・フェルディナント | フランツ・フェルディナント | オットー  | オットー  | オットー  | オットー  | オットー  | オットー  |  |  |  |  |  |  |  |  |  |  |  |  |  |  |  |  |
|                     |                     |                     |                     |                     |                     | ルドルフ              | ルドルフ              | ルドルフ              | ルドルフ              | ルドルフ              | ルドルフ              |                                 |                                 |                                 |                                 |                                 |                                 | フランツ・フェルディナント | フランツ・フェルディナント | フランツ・フェルディナント | フランツ・フェルディナント | フランツ・フェルディナント | フランツ・フェルディナント | オットー  | オットー  | オットー  | オットー  | オットー  | オットー  |  |  |  |  |  |  |  |  |  |  |  |  |  |  |  |  |
|                     |                     |                     |                     |                     |                     |                       |                       |                       |                       |                       |                       |                                 |                                 |                                 |                                 |                                 |                                 | （貴賤結婚）               | （貴賤結婚）               | （貴賤結婚）               | （貴賤結婚）               | （貴賤結婚）               | （貴賤結婚）               | カール1世 | カール1世 | カール1世 | カール1世 | カール1世 | カール1世 |  |  |  |  |  |  |  |  |  |  |  |  |  |  |  |  |
|                     |                     |                     |                     |                     |                     |                       |                       |                       |                       |                       |                       |                                 |                                 |                                 |                                 |                                 |                                 | （貴賤結婚）               | （貴賤結婚）               | （貴賤結婚）               | （貴賤結婚）               | （貴賤結婚）               | （貴賤結婚）               | カール1世 | カール1世 | カール1世 | カール1世 | カール1世 | カール1世 |  |  |  |  |  |  |  |  |  |  |  |  |  |  |  |  |
|                     |                     |                     |                     |                     |                     |                       |                       |                       |                       |                       |                       |                                 |                                 |                                 |                                 |                                 |                                 |                            |                            |                            |                            |                            |                            | オットー  |           |           |           |           |           |  |  |  |  |  |  |  |  |  |  |  |  |  |  |  |  |
|                     |                     |                     |                     |                     |                     |                       |                       |                       |                       |                       |                       |                                 |                                 |                                 |                                 |                                 |                                 |                            |                            |                            |                            |                            |                            |           |           |           |           |           |           |  |  |  |  |  |  |  |  |  |  |  |  |  |  |  |  |
|                     |                     |                     |                     |                     |                     |                       |                       |                       |                       |                       |                       |                                 |                                 |                                 |                                 |                                 |                                 |                            |                            |                            |                            |                            |                            | カール    |           |           |           |           |           |  |  |  |  |  |  |  |  |  |  |  |  |  |  |  |  |

## 栄典

### ハプスブルク家

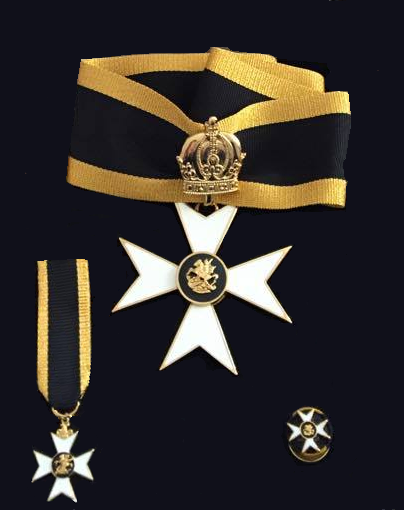
聖ゲオルク騎士団の記章。キリスト教的価値観の護持を掲げる同騎士団への入団希望者は、近年の移民・難民問題の深刻化とともに急増している

- 金羊毛騎士団 (オーストリア支流)
  - 騎士団長 (2000年-)
- 聖ゲオルク騎士団（ドイツ語版）
  - 騎士団長 (2011年-)
- ヨーロッパ聖セバスティアン騎士団（ドイツ語版）
  - 騎士団長 (2008年8月-)

### その他
- マルタ騎士団: Knight Grand Cross of Justice of the Sovereign Military Order of Malta
- トンガ: Knight Grand Cross of the Order of the Royal Household, Special Class
- トンガ: Recipient of the King Tupou VI Coronation Medal